# Amortecedor
Amortecedor é uma peça do veículo automotivo que é destinada ao controle das oscilações da mola e também visa manter a roda em contato contínuo com o chão.

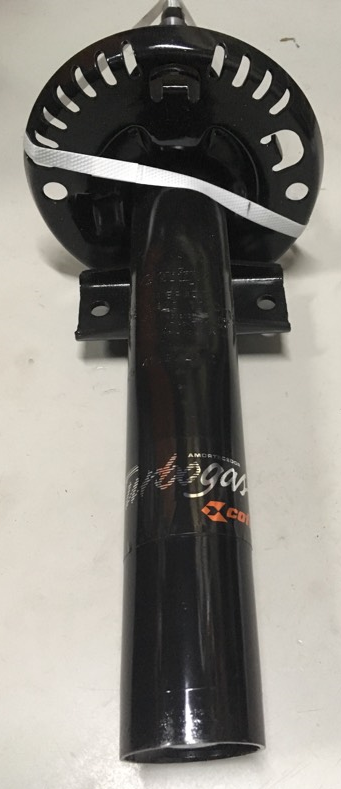
Amortecedor

Nas vibrações mecânicas, o amortecedor é o elemento encarregado de dissipar energia.
Oscilações nos meios que contenham atrito ou no ar ou em meios fluidos são caracterizadas por ocasionarem perdas de energia ao sistema. 

## Histórico
No passado, quando a humanidade dava os primeiros passos, os eixos eram fixados diretamente à estrutura das carroças ou carruagens  fazendo com que esses veículos não fossem muito confortáveis pelas condições das estradas que na época não eram as melhores.
A introdução de molas separou o eixo da carroceria, permitindo que o movimento das rodas fosse independente, melhorando o conforto ao andar. 
Com o desenvolvimento dos automóveis, as molas começaram a causar problemas, pois ao passar por um buraco na pista, a mola era comprimida e a energia acumulada produzia vários movimentos de extensão e compressão fazendo o veículo oscilar, comprometendo a estabilidade e tornando dirigir algo difícil e perigoso. Para resolver este problema foi criado o amortecedor.
O primeiro tipo produzido por August F. Meyer, a partir de 1926 ,o fundador da atual Monroe.
Os primeiros modelos foram os amortecedores de fricção que controlavam o movimento das molas com a ação mecânica de um cinto.
Com o passar do tempo foram criados amortecedores baseados em princípios hidráulicos que controlavam as molas somente no movimento de extensão.
Neste processo evolutivo foi criado o amortecedor tubular de ação direta que é utilizado atualmente.

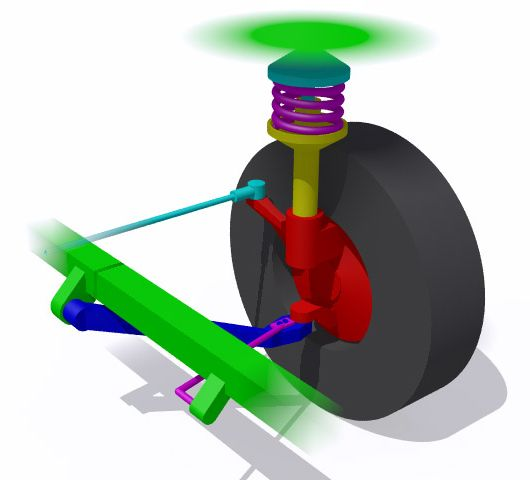
Suspensão MacPherson

Hoje os amortecedores são partes fundamentais das suspensões dos veículos propiciando conforto e segurança tanto nas suspensões tradicionais quanto nas suspensões McPherson (estruturais).

## Componentes
O amortecedor é composto, em média, de 50 itens, entre eles um fluido denominado óleo hidráulico de características especiais para suportar as mais baixas e mais altas temperaturas.
Os principais componentes são:
- Tubo reservatório;
- Tubo de pressão;
- Haste;
- Pistão;
- Válvula do pistão;
- Válvula da base;
- Fixações e suportes: olhal, suporte de mola, suporte para fixar diretamente à bandeja da suspensão, suporte para prender tubulações de freio.

## Princípio de funcionamento
O amortecedor funciona por princípios hidráulicos.
Tanto o tubo de pressão quanto o tubo reservatório estão com óleo restando uma pequena parte sem óleo que é preenchida com ar ou com gás nitrogênio quando o amortecedor é pressurizado.
O que gera o amortecimento é a dificuldade de passagem do óleo através dos furos do pistão, onde se encontram válvulas responsáveis por controlar o movimento e pela própria válvula da base que controla a passagem de óleo do tubo de pressão para o tubo reservatório.
Note que não há necessidade de passar óleo lubrificante ou completar com graxa sintética, o óleo do sistema já faz o papel de lubrificar.
Movimentos de extensão: quando o amortecedor é distendido, o óleo da câmara de tração é forçado para baixo através dos furos existentes no pistão após a abertura das válvulas de controle de tração e passa para a câmara de compressão.
Ao mesmo tempo a haste sendo retirada para fora do tubo, cria um espaço que deve ser preenchido pelo óleo existente na câmara reservatória. Esse óleo é admitido através da válvula de admissão para dentro do tubo de pressão.
A medida de resistência que o amortecedor deve fornecer ao sistema, no movimento de extensão, é determinada pela regulagem da válvula de tração:
1. Os movimentos lentos são controlados pela passagem de óleo por entalhes feitos na sede da válvula, no pistão.
2. A resistência aos movimentos mais rápidos ou de velocidades médias é regulada pela pressão e grau de deflexão das molas da válvula de tração.
3. O controle para os movimentos amplos é obtido pela restrição da passagem de óleo no pistão.

Movimentos de compressão: quando o amortecedor é comprimido o óleo da câmara de compressão deve ser forçado para a câmara de tração por outra série de passagens após abrir a válvula do pistão.
Nota-se que nessa ação a haste está sendo introduzida no tubo de pressão, ocupando um espaço na câmara de tração.
Portanto um volume de óleo correspondente ao volume ocupado pela haste deve ser expelido de volta para o reservatório pela válvula de compressão.
O controle de válvulas funciona como na extensão. A extensão serve para limitar o curso do amortecedor.